# Crato van Nassau-Saarbrücken
Crato van Nassau-Saarbrücken, Duitse voornaam Kraft (Saarbrücken, 7 april 1621 - Rheinberg, 14/24 juli 1642), was graaf van Nassau-Saarbrücken. Hij stamt uit de Walramse Linie van het Huis Nassau.

## Biografie
Crato was de tweede, maar oudst overlevende, zoon van graaf Willem Lodewijk van Nassau-Saarbrücken en Anna Amalia van Baden-Durlach, dochter van markgraaf George Frederik van Baden-Durlach en Juliana Ursula van Salm-Neufville.
Crato volgde in 1640 zijn vader op samen met zijn broers Johan Lodewijk, Gustaaf Adolf, en Walraad. De broers stonden formeel onder regentschap van hun moeder.
Crato was verloofd met een dochter van graaf Willem van Nassau-Siegen. Crato diende in het Staatse leger. Hij raakte gewond bij een verkenningstocht niet ver van Geldern, waarna hij werd overgebracht naar Rheinberg waar hij overleed. Hij werd begraven te Heusden.